# Rogue (киберспортсмен)
Ли Бён Рёль (кор. 이병렬; род. 13 января 1994, Республика Корея), более известный под своим никнеймом Rogue, — южнокорейский профессиональный игрок в StarCraft II, играющий за расу зергов и выступающий за команду Dragon Phoenix Gaming. Ранее был известен под псевдонимами Ryul2 и Savage. Чемпион мира 2017 года, также чемпион мира 2018 и 2020 года по версии Intel Extreme Masters. Четырёхкратный чемпион Global StarCraft II League. По состоянию на 2022 год, за свою карьеру Rogue заработал 1 074 715 доллар призовых.

## Биография

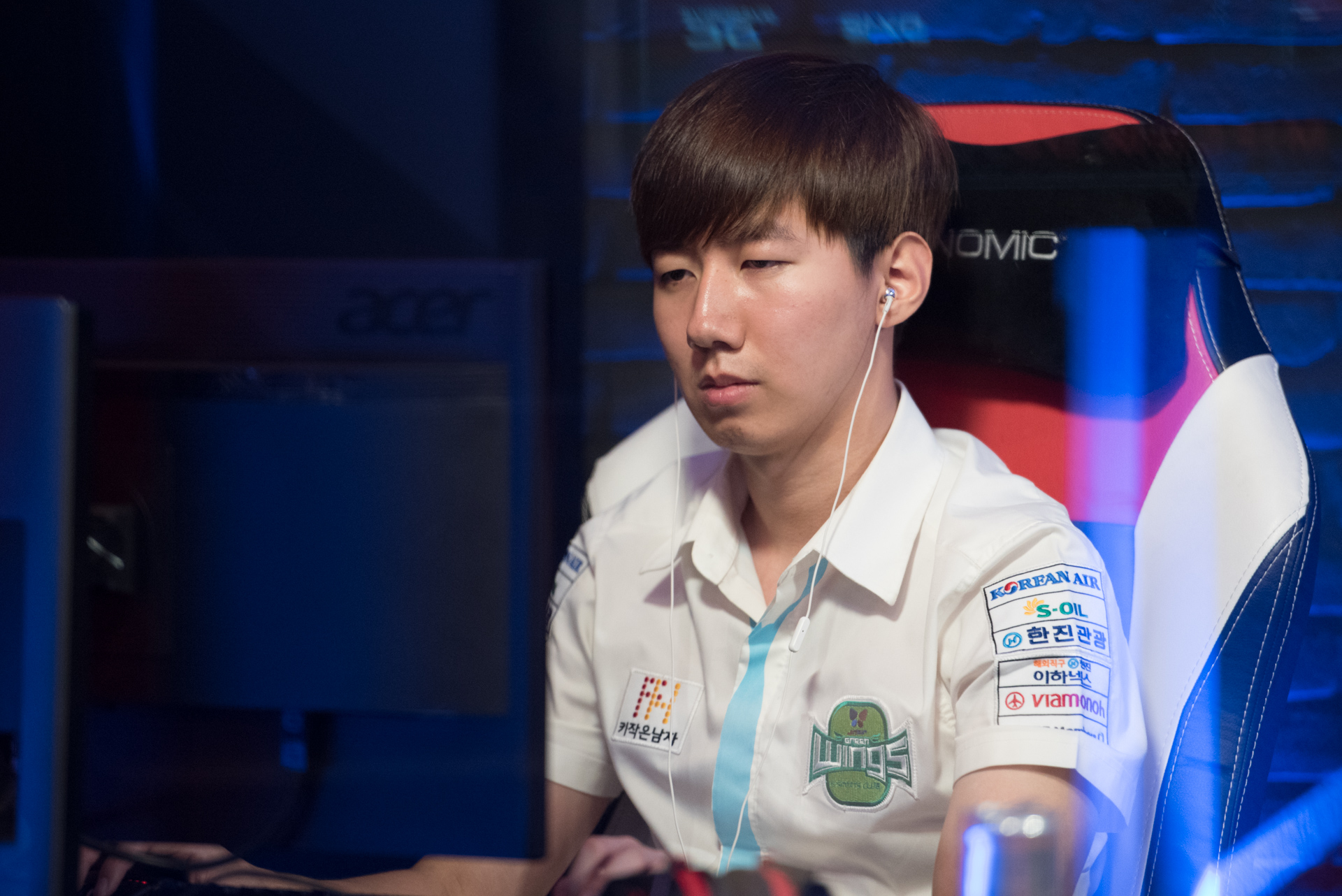
Rogue на HomeStory Cup XIV в 2016 году

По воспоминаниям Rogue, диск со StarCraft он получил в подарок от тёти. Игра породила в нём мечту стать профессиональным игроком. В детстве он часто врал родителям, что уходит на дополнительные занятия, после чего отправлялся в компьютерный клуб с друзьями и играл до вечера.
Будучи фанатом Ли Дже Дона, Rogue начал свою киберспортивную карьеру в команде Hwaseung Oz, где в то время играл Дже Дон. По словам Rogue, жить в Hwaseung Oz было тяжело, дисциплина в команде напоминала армию, и в дальнейшем он жалел о решении туда вступить. Спустя несколько лет, перейдя в команду Jin Air Green Wings, Rogue почувствовал себя в гораздо более комфортной обстановке. Он нашёл нового кумира в лице Ким «sOs» Ю Джина, и глядя на то, как усердно тренируются люди вокруг него, поставил цель тренироваться ещё усерднее, чтобы выиграть финал WCS на BlizzCon.
В 2017 году принял участие в StarCraft II World Championship Series Global Finals, откуда вышел победителем, обыграв в финале О «soO» Юн Су со счётом 4:2.
В 2018 году как действующий чемпион мира был приглашён на финал 12 сезона Intel Extreme Masters, проводящегося в Катовице, где занял первое место. Rogue был одним из фаворитов турнира, в то время как другие фавориты турнира — американец Алекс «Neeb» Сандерхафт, серебряный финалист прошлого года Пак «Dark» Риюнг Ву и Ким «Stats» Дэ Ёп — не смогли пройти групповую стадию.
По словам Rogue, большую часть времени он тренируется в рейтинговом режиме StarCraft II.

## Достижения
- MSI Beat IT 2014 (3 место)
- 2015 WCS Global Finals (3—4 место)
- HomeStory Cup XIV (3—4 место)
- IEM Season XII — Shanghai (1 место)
- 2017 StarCraft II StarLeague Season 2 — Challenge (4 место)
- 2017 AfreecaTV GSL Super Tournament 2 (1 место)
- 2017 WCS Global Finals (1 место)[4][6]
- IEM Season XII — World Championship (1 место)[5]
- 2018 WCS Global Finals (3—4 место)
- 2019 Global StarCraft II League Season 3 (1 место)[7]
- IEM Katowice 2020 (1 место)
- 2020 Global StarCraft II League Season 2 (1 место)
- 2020 AfreecaTV GSL Super Tournament 2 (3—4 место)
- 2021 Global StarCraft II League Season 1 (1 место)
- DH SC2 Masters 2021 Summer: Season Finals (3—4 место)
- 2021 Global StarCraft II League Season 3 (3—4 место)
- DH SC2 Masters 2021 Winter: Season Finals (2 место)
- 2021 AfreecaTV GSL Super Tournament 3 (1 место)
- TeamLiquid StarLeague 8 (1 место)
- IEM Katowice 2022 (3—4 место)
- 2022 Global StarCraft II League Season 1 (1 место)